# Голорот синьозелений
Голорот синьозелений (Gymnostomum aeruginosum) — вид мохів порядку потіальних (Pottiales).

## Поширення
Батьківщиною є Європа, Африка, Північна Америка, Південна Америка, Азія, Австралія.
Оселище: вапняна порода у вологих місцях, особливо біля водоспадів, вологих стін ущелини, рідко ґрунт; від низьких до високих (0–3000 метри).

## Характеристика
Рослини від світло- до темно-зелених, дернові. Висота окремих рослин приблизно від 0.5 до 3 сантиметрів, рідко вище. Стеблові листки довгопрямокутні чи довгоеліптичні до широколанцетних, від прямих до сильно зігнутих, 0.5–2 мм; верхівка від заокругленої до широко-гострої. Спеціалізоване нестатеве розмноження відсутнє. Вид дводомний. Коробочкова ніжка жовта, 3–4 мм завдовжки. Коробочка від 4 до 8 міліметрів, довго- або рідше коротко-циліндрична; кришка коробочки має конічний дзьоб. Коробочок дозрівання: літо й осінь.

## Галерея

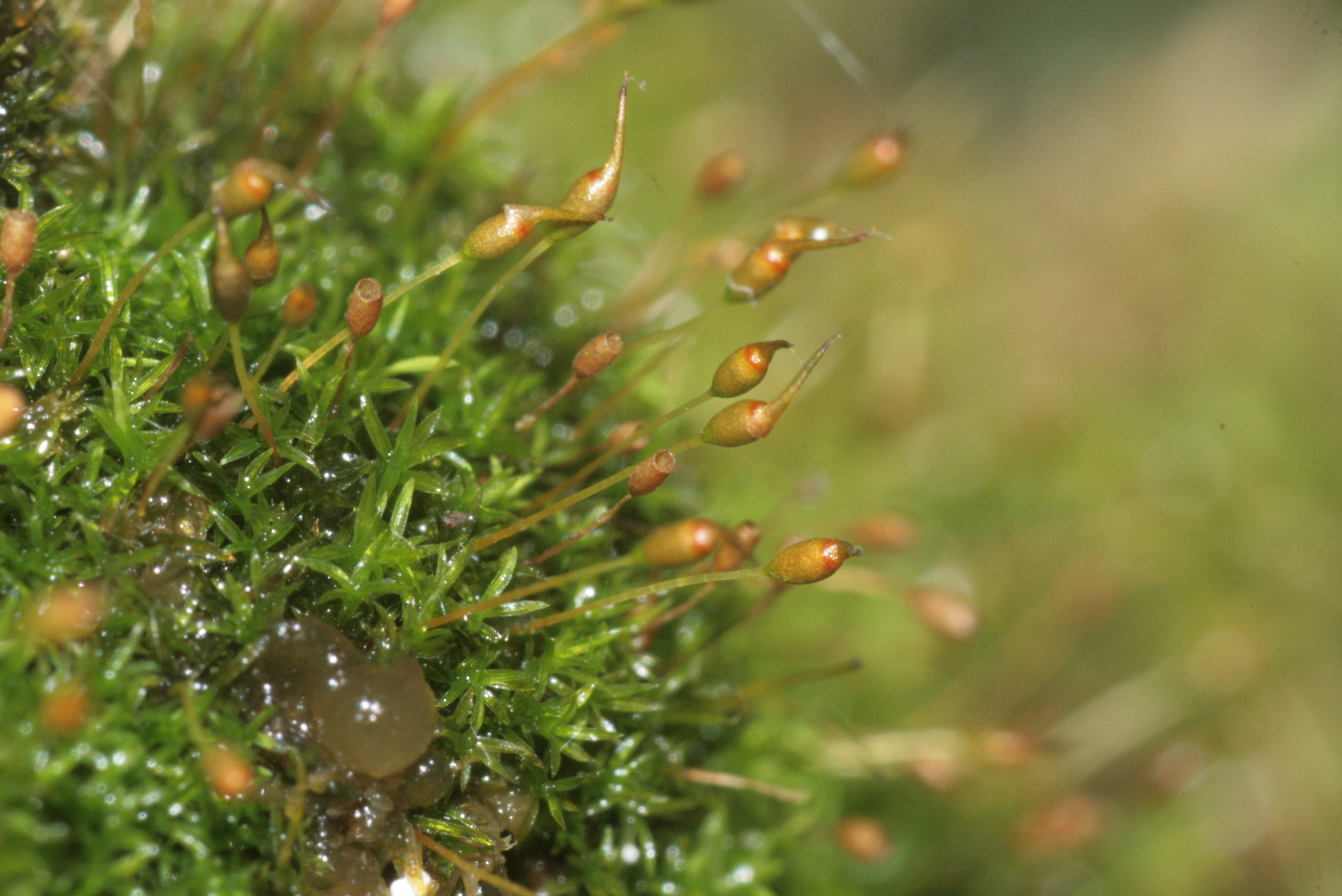
Мох з коробочками
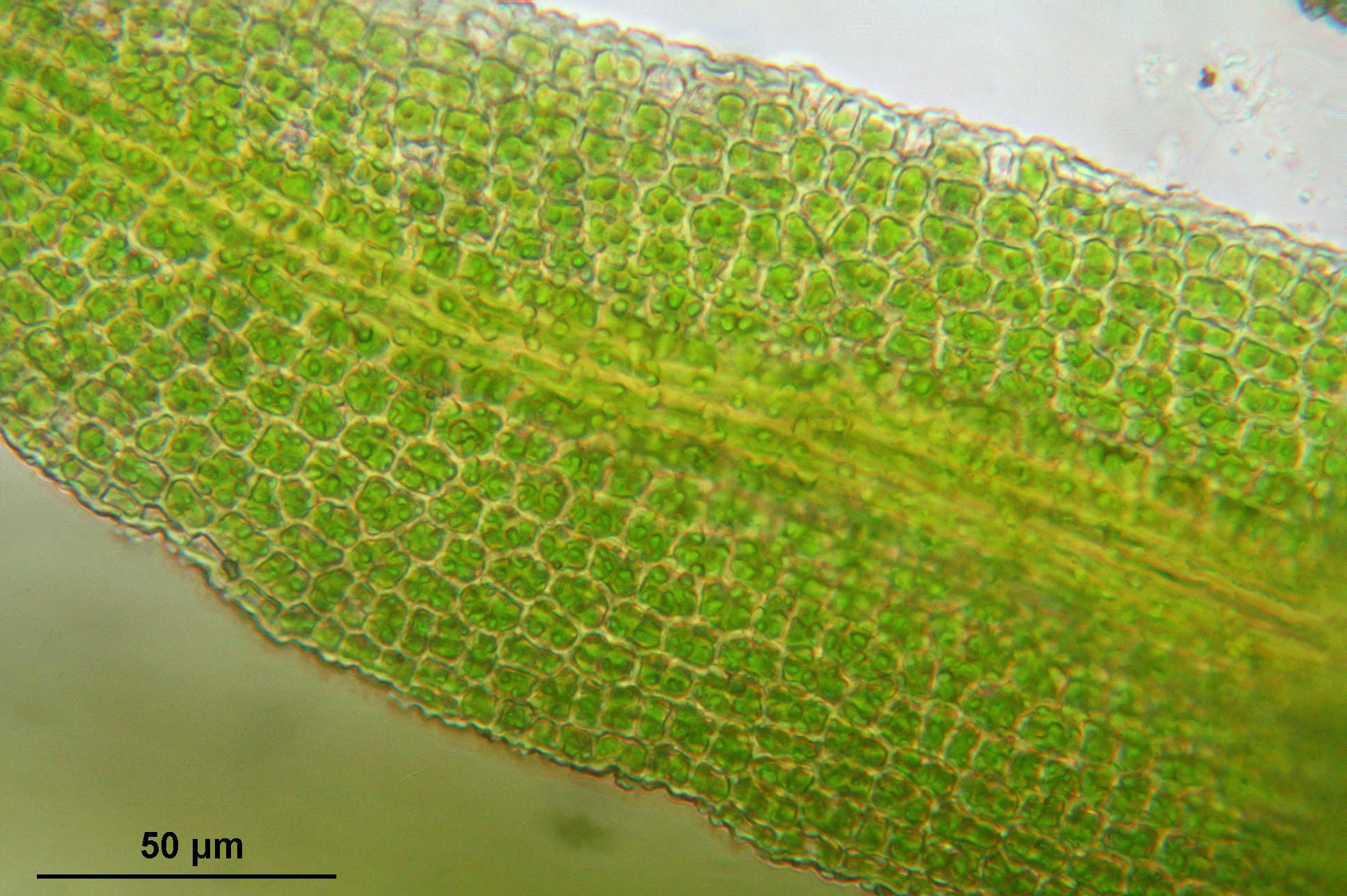
Середина лиска під збільшенням
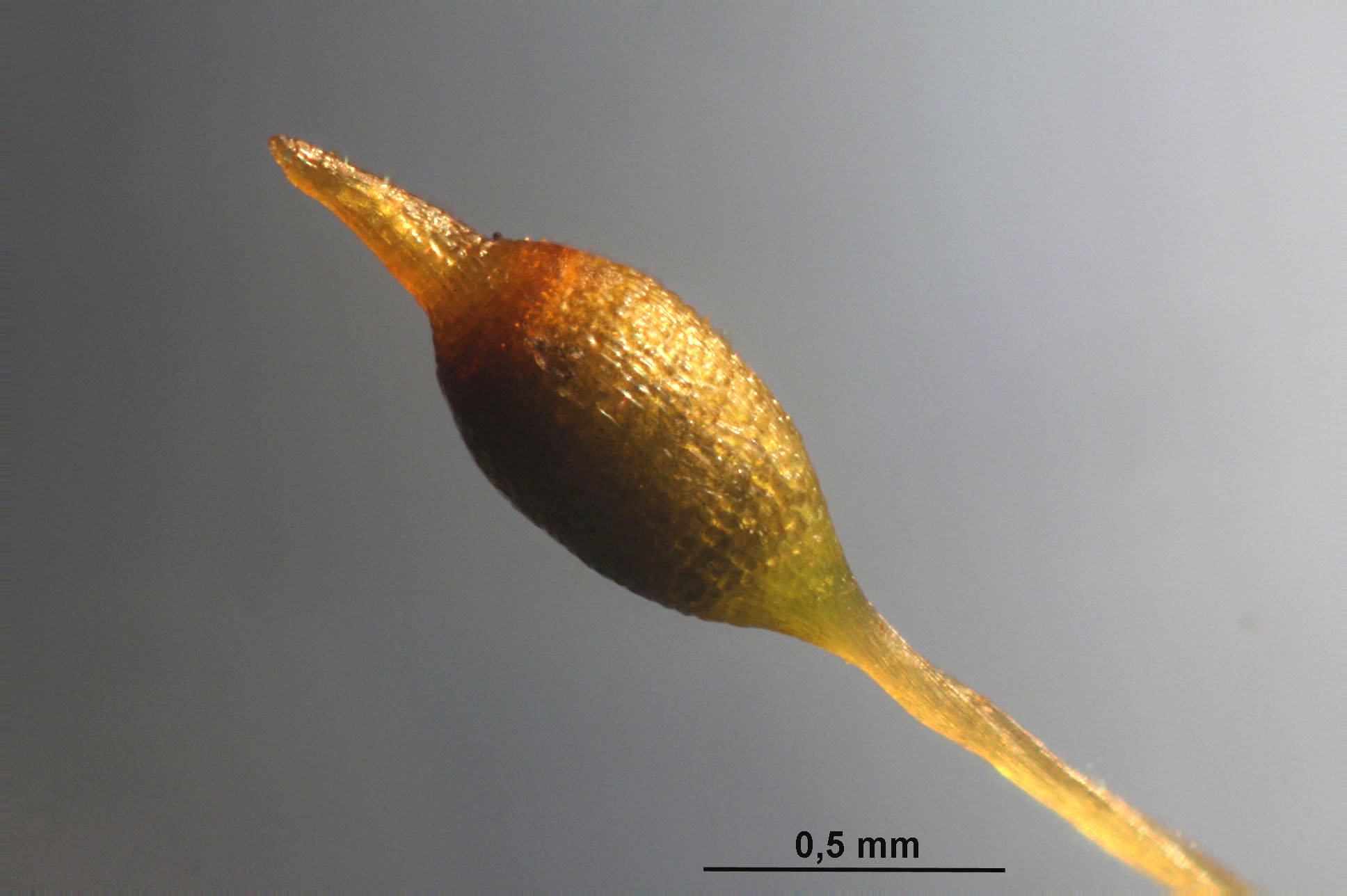
Коробочка
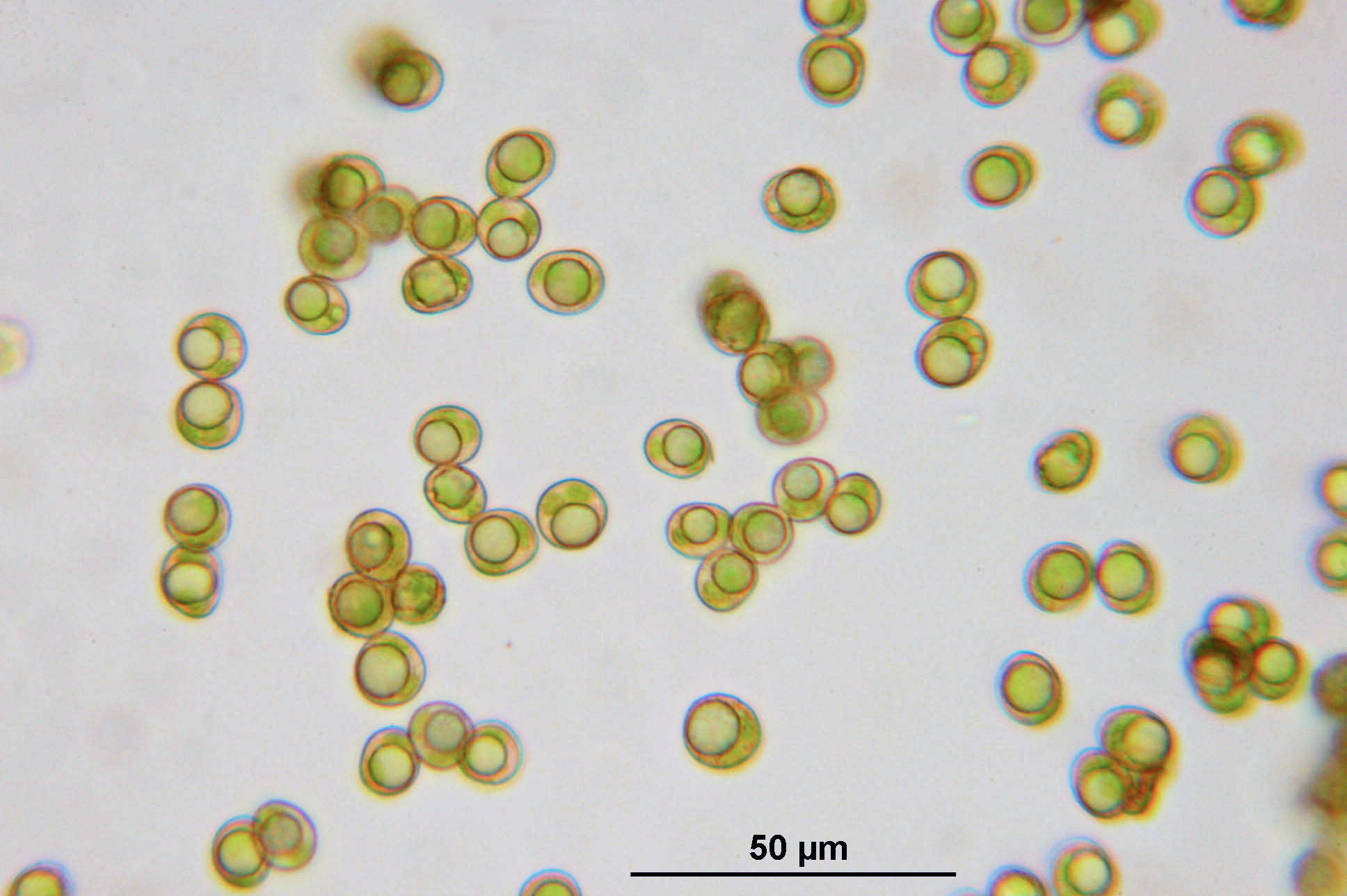
Спори